# Hillsboro (Ohio)
Hillsboro település az Amerikai Egyesült Államok Ohio államában, Highland megyében, melynek megyeszékhelye is. Lakosainak száma 6481 fő (2020. április 1.).

## Népesség
A település népességének változása:

| 2010 | 6 605 |
| 2020 | 6 481 |